# Skeggjastaðakirkja
Skeggjastaðakirkja (isländska: Skeggjastaða kyrka), är den äldsta kyrkan på östra Island. Den är gjord av trä och byggdes 1845. Kyrktornet byggdes när kyrkan renoverades 1961-1962. 

## Inventarier
- Predikstolen är dansk, troligen från början av 1700-talet.
- Altarbordet är målat av O. Knippel.